# Palais des sports Kouznetskik Metallourgov
Pour les articles homonymes, voir Palais des sports.
Le Palais des sports Kouznetskik Metallourgov (en russe : Дворец спорта кузнецких металлургов) est une salle omnisports de Novokouznetsk en Russie. Il a été construit en 1984.
Elle accueille notamment l'équipe de hockey sur glace du Metallourg Novokouznetsk de la Ligue continentale de hockey. La patinoire a une capacité de 7533 spectateurs.